# Convention de Pékin
 (mai 2017).
Si vous disposez d'ouvrages ou d'articles de référence ou si vous connaissez des sites web de qualité traitant du thème abordé ici, merci de compléter l'article en donnant les références utiles à sa vérifiabilité et en les liant à la section « Notes et références ».

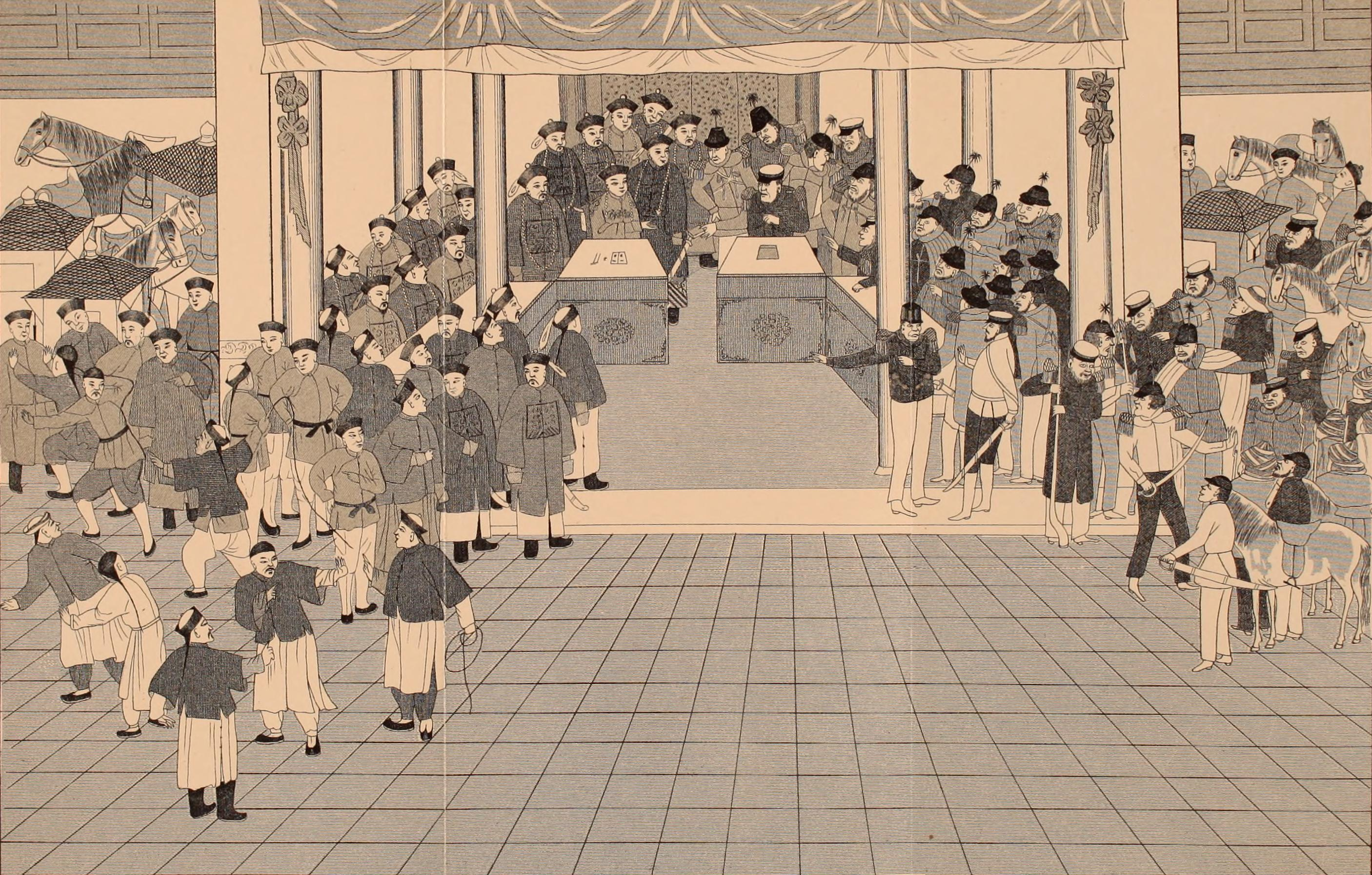
Signature de la convention de Pékin par le prince Gong et Lord Elgin (illustration chinoise publiée en Europe en 1883).

La première convention de Pékin (chinois simplifié : 北京条约 ; chinois traditionnel : 北京條約 ; pinyin : běijīng tiáoyūe) du 18 octobre 1860, est un traité inégal signé entre le gouvernement de la dynastie Qing (Chine impériale gouvernée par les Mandchous) et trois grandes puissances de l'Europe, à savoir le Royaume-Uni, la France et la Russie, et mettant un terme à la seconde guerre de l’opium. 
La convention anglaise de Pékin a été signée le 24 octobre 1860 par lord Elgin et le prince Gong, la convention française a été signée le lendemain, 25 octobre, par le baron Gros et le prince Gong.

## Contexte

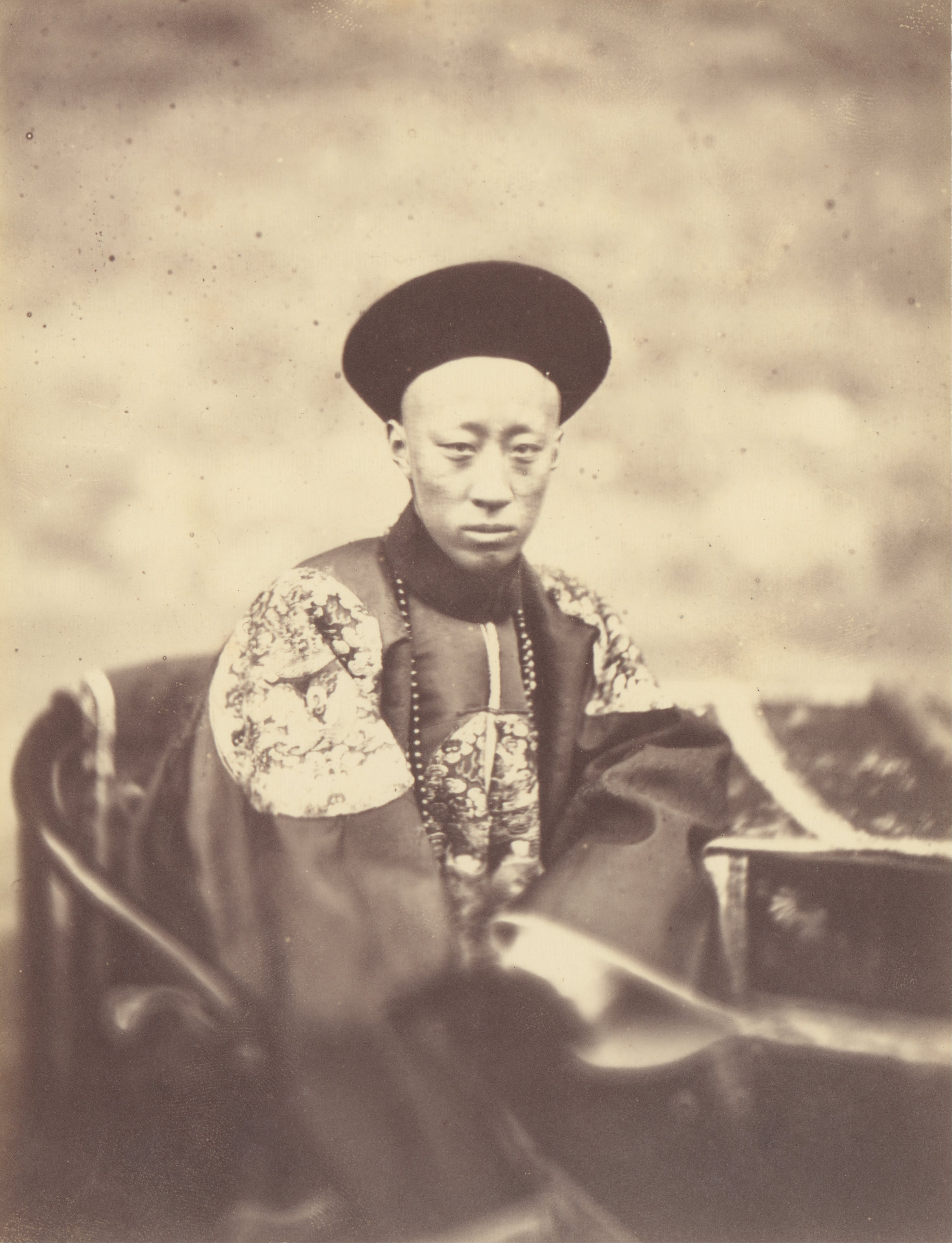
Le prince Gong, le 2 novembre 1860, quelques jours après avoir signé le traité du 24 octobre 1860.

La convention de 1860 est signée par le frère de l’empereur, le prince Gong, pour mettre fin à la deuxième guerre de l'opium, qui s'est traduite par une défaite militaire humiliante, la fuite de l’empereur Xianfeng hors de Pékin et le pillage et la destruction de l'ancien palais d'Été en octobre 1860.

## Les clauses de l'accord

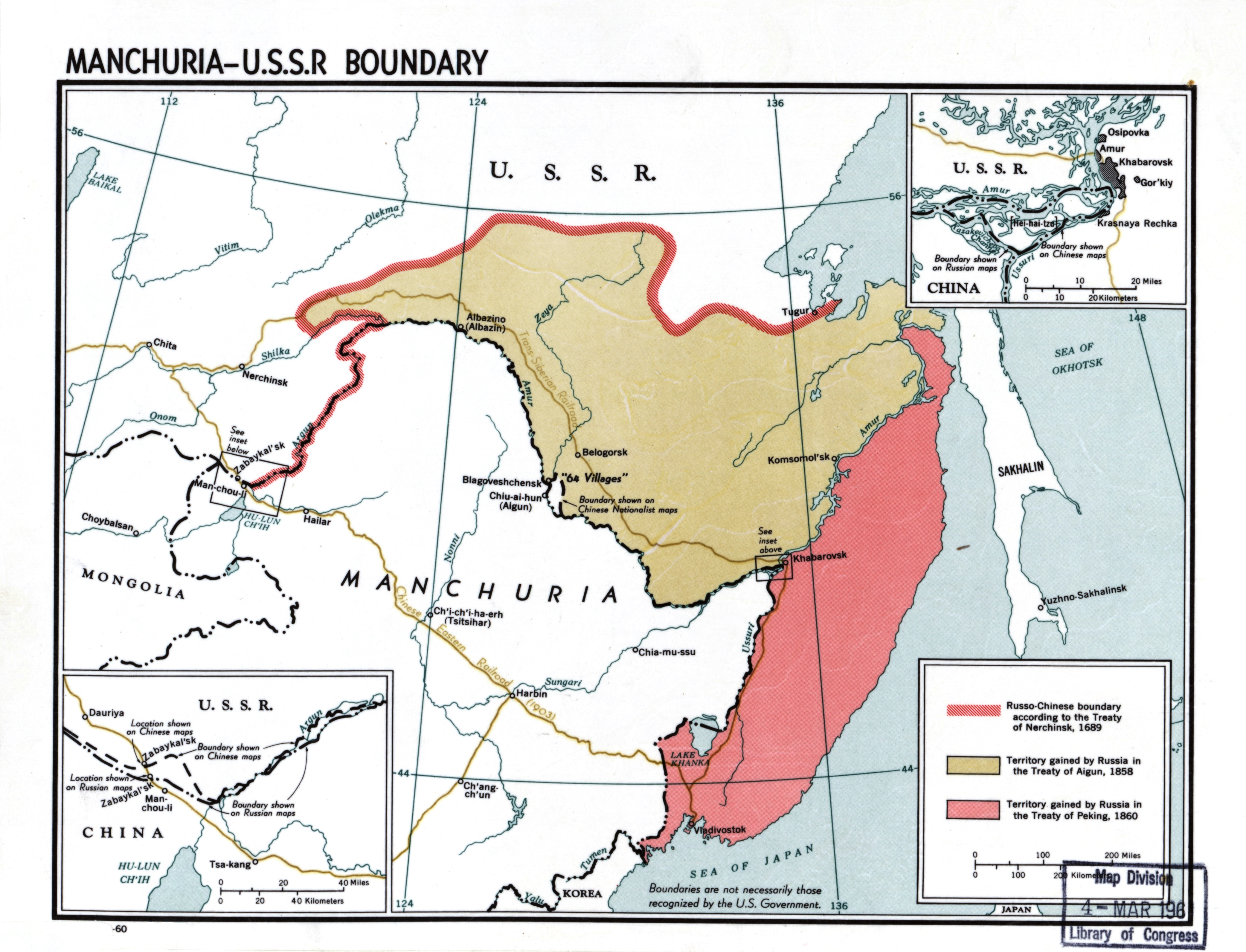
En rose, les régions de Mandchourie extérieure attribuées à la Russie par le traité d'Aïgun (1858) et la convention de Pékin (1860).

Le commerce de l’opium, principalement aux mains des Britanniques, est légalisé et les chrétiens voient leurs droits civils pleinement reconnus, dont le droit de propriété privée et celui d’évangélisation.
La convention de Pékin comporte les clauses suivantes :
1. la reconnaissance par la Chine de la validité du traité de Tianjin ;
2. l’ouverture de Tianjin en tant que port commercial ;
3. la cession perpétuelle du sud de la péninsule de Kowloon (au sud de la Boundary Street d'aujourd'hui) au Royaume-Uni, ainsi que de Ngong shuen chau (appelée en anglais, Stonecutters Island), ce qui agrandit notablement la colonie de Hong-Kong ;
4. la liberté de culte en Chine pour les chrétiens ;
5. l’autorisation pour les navires britanniques d’emmener de la main-d’œuvre chinoise aux Amériques ;
6. le paiement aux Britanniques et aux Français d’une indemnité se montant à huit millions de taels d’argent (environ 320 tonnes) pour chaque pays ;
7. la cession à l'Empire russe de la Mandchourie-Extérieure et du kraï de l'Oussouri, donnant naissance en grande partie à l'actuel kraï du Primorié, correspondant au territoire de l'ancienne province des Mandchous en Tartarie de l'est ;
8. l'ouverture du port de l'île de Shamian, à Canton, au commerce étranger et l'achèvement par les autorités de Canton de la construction de l'usine britannique[3].

Le traité est considéré comme « traité inégal » par la Chine, c'est-à-dire comme faisant partie des traités imposés militairement à la Chine par les puissances occidentales à l'époque de son affaiblissement.

## Épilogue
En 1984, les gouvernements du Royaume-Uni et de la république populaire de Chine (RPC) signent, devant l'ONU, la déclaration commune sino-britannique sur la question de Hong Kong. Celle-ci prévoit que la souveraineté des nouveaux territoires cédés sous bail, ainsi que celle de l'île de Hong Kong et la péninsule de Kowloon (sud de la Boundary Street) cédées lors du traité de Nankin (1842), seront rétrocédées à la RPC le 1er juillet 1997.